# Double or Nothing (2024)
Double or Nothing 2024 fue la sexta edición de Double or Nothing, el evento de pague por ver de lucha libre profesional producido por la empresa estadounidense All Elite Wrestling. Se llevó a cabo durante el fin de semana del Memorial Day el 26 de mayo de 2024, en el MGM Grand Garden Arena en Paradise, Nevada. El evento regresó al MGM Grand después de cinco años, que es donde se celebró el evento inaugural de 2019.

## Producción
Double or Nothing se considera el evento estrella de All Elite Wrestling (AEW), ya que se celebró por primera vez en 2019 y fue el primer evento de lucha libre profesional de la promoción y el primer pague por ver (PPV) producido. Se celebra anualmente en mayo durante el fin de semana del Memorial Day y es uno de los "Cuatro Grandes" PPV de AEW, que incluye All Out, Full Gear y Revolution, sus cuatro espectáculos más grandes producidos trimestralmente. El nombre del evento es una referencia a su tema de Las Vegas y tradicionalmente se celebra en Paradise, Nevada. Se produjeron excepciones a esta norma en 2020 y 2021 debido a las restricciones de la pandemia COVID-19 que estaban en vigor en ese momento, pero mantuvieron la temática de Las Vegas.
El 27 de marzo de 2024, se anunció que  Double or Nothing se celebraría el 26 de mayo en el MGM Grand Garden Arena, lo que supondría el regreso al recinto después de cinco años, que fue cuando se celebró allí el evento inaugural de 2019. También se anunció que durante el fin de semana de Double or Nothing, Collision se celebraría la noche anterior, el 25 de mayo.

## Antecedentes
En Big Business el 13 de marzo, Mercedes Moné hizo su esperado debut en AEW. Tras el combate principal del programa, ayudó a Willow Nightingale a defenderse de un ataque de la campeona TBS de AEW, Julia Hart. En el episodio del 3 de abril de Dynamite, Moné declaró que desafiaría a la campeona en Double or Nothing, que también sería su combate de debut en AEW. En Dynasty, a finales de ese mes, Nightingale derrotó a Hart para ganar el campeonato TBS, programando así que Nightingale defenderá el título contra Moné en Double or Nothing. Esto también será una revancha entre Nightingale y Moné del evento Resurgence de New Japan Pro-Wrestling (NJPW) en mayo de 2023, donde Nightingale derrotó a Moné para convertirse en la inaugural Campeona Femenina de STRONG, un combate en el que Moné se lesionó, marcando así también la lucha de regreso de Moné.

## Resultados
- Zero Hour: Deonna Purrazzo derrotó a Thunder Rosa (10:15).
  - Purazzo cubrió a Rosa con un «Roll-Up».
- Zero Hour: The Acclaimed (Max Caster, Anthony Bowens & Billy "Daddy Ass") derrotó a Cage of Agony (Brian Cage, Toa Liona & Bishop Kaun) (11:45).
  - Billy cubrió a Kaun con un «Roll-Up».
- Will Ospreay (con Don Callis) derrotó a Roderick Strong (con Matt Taven & Mike Bennett) y ganó el Campeonato Internacional de AEW (17:45).
  - Ospreay cubrió a Strong después de un «Stormbreaker».
  - Durante la lucha, Taven, Bennett & Wardlow interfirieron a favor de Strong, pero fueron expulsados por el árbitro.
  - Después de la lucha, Adam Cole hizo su regreso, pero fue atacado por MJF, quien también hizo su regreso.
- The Bang Bang Gang (Jay White, Austin Gunn & Colten Gunn) derrotó a Death Triangle (PAC, Penta El Zero M & Rey Fénix) (con Alex Abrahantes) y retuvo el Campeonato Mundial Unificado de Tríos de AEW (12:20).
  - White cubrió a PAC después de un «Blade Runner».
  - Durante la lucha, Juice Robinson hizo su regreso interfiriendo a favor de The Bang Bang Gang.
- «Timeless» Toni Storm (con Luther & Mariah May) derrotó a Serena Deeb y retuvo el Campeonato Mundial Femenino de AEW (15:00).
  - Storm cubrió a Deeb después de un «Storm Zero».
  - Durante la lucha, May quiso arrojar la toalla a favor de Storm, pero Luther se lo impidió.
  - Después de la lucha, Storm y May celebraron en la rampa de entrada.
- Orange Cassidy derrotó a Trent Beretta (13:55).
  - Cassidy cubrió a Beretta con un «Roll-Up».
- Chris Jericho derrotó a Hook y Katsuyori Shibata y retuvo el Campeonato FTW (12:40).
  - Jericho cubrió a Shibata después de un «Senton» de Bryan Keith utilizando un bote de basura.
  - Durante la lucha, Big Bill y Keith interfirieron a favor de Jericho.
- Jon Moxley derrotó a Konosuke Takeshita (con Don Callis) (17:20).
  - Moxley cubrió a Takeshita después de un «Paradigm Shift».
- Adam Copeland derrotó a Malakai Black en un Barbed Wire Steel Cage Match y retuvo el  Campeonato TNT de AEW (20:20). 
  - Copeland dejó inconsciente a Black después de un «Crossface» con alambres de púas.
  - Durante la lucha, House of Black (Brody King & Buddy Matthews) interfirió a favor de Black, mientras que Gangrel lo hizo a favor de Copeland.
  - Si Copeland hubiera perdido tendría que unirse a House of Black.
- Mercedes Moné derrotó a Willow Nightingale (con Stokely Hathaway & Kris Statlander) y ganó el Campeonato TBS de AEW (18:00).
  - Moné cubrió a Nightingale después de un «Moné Maker».
  - Durante la lucha, Statlander y Hathaway interfirieron a favor de Nightingale.
  - Después de la lucha, Statlander atacó a Nightingale.
- Swerve Strickland (con Prince Nana) derrotó a Christian Cage (con Killswitch, Nick Wayne & Shayna Wayne) y retuvo el Campeonato Mundial de AEW (24:50).
  - Strickland cubrió a Cage después de un «House Call».
  - Durante la lucha, Killswitch, Nick & Shayna interfirieron a favor de Cage, mientras que Nana lo hizo a favor de Strickland siendo todos expulsados por el árbitro.
  - Después de la lucha, Strickland celebró junto a Floyd Mayweather Jr.
- The Elite (Kazuchika Okada, Jack Perry, Matthew Jackson & Nicholas Jackson) derrotó a Team AEW (Bryan Danielson, Darby Allin, Cash Wheeler & Dax Harwood) en un Anarchy in the Arena (29:55).
  - Perry cubrió a Danielson después de un «Glass Jaw Knee Strike».
  - Originalmente, Eddie Kingston iba a participar en el combate, pero fue reemplazado por Allin tras ser atacado por The Young Bucks y Perry.